# Antarcturus giganteus
Antarcturus giganteus là một loài chân đều trong họ Antarcturidae. Loài này được Brandt miêu tả khoa học năm 1990.